# As the World Turns
As the World Turns (souvent abrégé en ATWT) est un feuilleton télévisé américain, propriété de Procter & Gamble, créé par Irna Phillips et diffusé entre le 2 avril 1956 au 17 septembre 2010 sur CBS.
As the World Turns était le second soap opera le plus ancien de la télévision américaine après Haine et Passion, mais devant Hôpital central,  Des jours et des vies,  Les Feux de l'amour et Amour, Gloire et Beauté.
La chaîne CBS annonce le 8 décembre 2009 qu'elle mettra un point final le 17 septembre 2010 à la série qu'elle diffusait depuis plus de 53 ans.

## Synopsis
Le quotidien des familles Snyder et Hughes, et de leur entourage dans la ville fictive d’Oakdale, dans l'Illinois.

## Distribution (1956-2010)
Casting avec les derniers acteurs/actrices ayant interprété les personnages.
- Daniella Alonso : Pilar Domingo (2004)
- Tala Ashe : Ameera Ali Aziz (2008)
- Noelle Beck : Lily Walsh Snyder #4 (2008-2010)
- Chris Beetem (en) : Jordan Sinclair (2004-2005)
- Jordana Brewster : Nikki Munson (1995-1998)
- Lisa Brown : Iva Snyder (1985-1994, 1998, 2000, 2001, 2003)
- Sarah Joy Brown : Julia Morrisey Larrabee (2004-2005)
- Larry Bryggman : John Dixon (1969-2004, 2010)
- Martha Byrne : Rose D'Angelo (2000-2003, 2004, 2006)
- Alexandra Chando : Maddie Coleman (2005-2007, 2009-2010)
- Terri Colombino : Katie Peretti Snyder #2 (1998-2010)
- Daniel Cosgrove : Chris Hughes II #9 (2010)
- Justine Cotsonas : Sofie Duran (2007-2008)
- Ewa Da Cruz : Vienna Hyatt (2006-2010)
- Trent Dawson : Henry Coleman (1999-2010)
- Valentina de Angelis : Faith Snyder #5 (2010)
- Lucy Deakins : Lily Walsh #1 (1984-1985)
- Scott DeFreitas : Andy Dixon #5 (1985-1995, 1997-2000)
- Tom Degnan : Adam Munson #7 (2009)
- Alyssa Diaz : Celia Ortega (2005)
- Ellen Dolan : Margo Montgomery Hughes #3 (1989-1993, 1994-2010)
- Mary Beth Evans : Sierra Esteban (2000-2001, 2004-2005, 2010)
- Jennifer Ferrin : Jennifer Munson #6 (2003-2006)
- Ed Fry : Larry McDermott (1990-1995, 2009-2010)
- Eileen Fulton : Lisa Miller Grimaldi (1960-1964, 1966-1983, 1984-2010)
- Terri Garber : Iris Norbeck Dumbrowski (2005-2008, 2010)
- Sarah Glendening : Lucy Montgomery #4 (2008-2009, 2010)
- Allie Gorrenc : Sage Snyder #5 (2006-2010)
- Van Hansis : Luke Snyder #6 (2005-2010)
- Bailey Harkins : Johnny Donovan (2008-2010)
- Don Hastings : Bob Hughes #3 (1960-2010)
- Kathryn Hays : Kim Sullivan Hughes (1978-2010)
- Mick Hazen : Parker Snyder #4 (2006-2010)
- Benjamin Hendrickson : Hal Munson (1985-2004, 2005-2006)
- Jon Hensley : Holden Snyder (1985-1988, 1989-1995, 1997-2010)
- Anthony Herrera : James Stenbeck (1980-1983, 1986-1989, 1996-1999, 2001-2002, 2003-2005, 2008, 2009, 2010)
- Lynn Herring : Audrey Coleman (2009)
- Scott Holmes : Tom Hughes #12 (1987-2010)
- Roger Howarth : Paul Ryan #8 (2003-2010)
- Elizabeth Hubbard : Lucinda Walsh (1984-2010)
- John James : Rick Decker (2003, 2004, 2008)
- Agim Kaba : Aaron Snyder #2 (2002-2005, 2007-2010)
- Lesli Kay : Molly Conlan McKinnon (1997-2004, 2009-2010)
- Daniel Hugh Kelly : Winston Mayer (2007, 2008)
- Haskell King : Eddie Ciccone (2010)
- A.J. Lamas : Rafael Ortega (2004-2005)
- Jennifer Landon : Gwen Norbeck Munson (2005-2008, 2010) & Cleo Babbit (2007)
- Christian LeBlanc : Kirk McColl  (1983-1985)
- Paul Leyden : Simon Frasier (2000-2003, 2004, 2006-2007, 2009-2010)
- Jon Lindstrom : Craig Montgomery #4 (2008-2010)
- Billy Magnussen : Casey Hughes #6 (2008-2010)
- Daniel Manche : J.J. Larrabee Snyder (2006-2009)
- Forbes March : Mason Jarvis (2009)
- Marie Masters : Susan Burke Stewart #5 (1998-)
- Cady McClain : Rosanna Cabot #2 (2002-2005, 2007-2008, 2009)
- Grayson McCouch : Dusty Donovan #2 (2003-2008, 2008-2010)
- Kelley Menighan Hensley : Emily Stewart #7 (1992-2010)
- Isabella Palmieri : Natalie Snyder (2010)
- Michael Park : Jack Snyder (1997-2010)
- Wolé Parks : Dallas Griffin #3 (2007-2010)
- Peter Parros : Ben Harris (1996-2005, 2009)
- Austin Peck : Brad Snyder #4 (2007-2009)
- Tom Pelphrey : Mick Dante (2009-2010)
- Julie Pinson : Janet Ciccone Snyder (2008-2010)
- Jon Prescott : Mike Kasnoff #3 (2008)
- Marisa Redanty : Marie Manzo (2010)
- Portia Reiners : Ada Dunne (2006)
- Marnie Schulenburg : Alison Stewart #4 (2007-2010)
- Chauntee Schuler : Bonnie McKechnie #4 (2007-2009)
- Paolo Seganti : Damian Grimaldi (1993-1996, 1997, 2001, 2006, 2009-2010)
- Ryan Serhant : Evan Walsh IV (2007-2008)
- Kin Shriner : Keith Morrisey (2005-2006)
- Jake Silbermann : Noah Mayer (2007-2010)
- Kristina Sisco (en) : Abigail Williams (1999-2002, 2010)
- Deidre Skiles : Danielle Andropoulos #5 (2008-2009)
- Jesse Soffer : Will Munson #4 (2004-2008, 2010)
- Marisa Tomei  :  Marcy Thompson Cushing (1983-1985)
- Tamara Tunie : Jessica Griffin (1987-1995, 2000-2007)
- Ernest Waddell : Curtis Thompson Harris #2 (2003-2005)
- Helen Wagner : Nancy Hughes McCloskey (1956-2010)
- Billy Warlock : ??? (2010)
- Ruth Warrick : Edith Hughes Frey (1956-1960)
- Maura West : Carly Tenney (1995-1996, 1997-2010)
- Kathleen Widdoes : Emma Snyder (1985-1995, 1996-2010)
- Davida Williams : Jade Taylor #2 (2008-2009)
- Marie Wilson : Meg Snyder #2 (2005-2010)
- Sarah Wilson : Liberty Ciccone #2 (2010)
- Jordan Woolley : Nick Kasnoff (2005-2006)
- Colleen Zenk Pinter : Barbara Ryan #4 (1978-2010)
- James Earl Jones : Dr. Jerry Turner (1966)

## Commentaires
As the World Turns était le second soap opera le plus long de la télévision américaine après Haine et Passion. Il était diffusé chaque jour vers 14 heures sur le réseau CBS.
Situé dans la ville fictive de Oakdale, dans l'Illinois, le feuilleton a débuté le 2 avril 1956 à treize heures trente pour une durée de 30 minutes. Avant ce feuilleton — et The Edge of Night qui fut créé le même jour —, tous les soap operas duraient 15 minutes.
Dans un premier temps les téléspectateurs ne répondent pas présent, mais lors de sa deuxième année le feuilleton atteint la première place des audiences. En 1959, il prend la tête des audiences pendant douze années successives, avec environ 10 millions de téléspectateurs chaque jour. À son apogée, les principaux acteurs tels que Helen Wagner, Don MacLaughlin, Don Hastings ou Eileen Fulton étaient connus dans tout le pays.
Plus tard, au milieu des années 1960, As the World Turns passe du noir et blanc à la couleur, le dernier épisode en noir et blanc étant diffusé le 17 février 1967. Le 1er décembre 1975, le feuilleton voit sa durée doubler pour atteindre l'heure de programme. Cette même année le soap opera commence à être enregistré en amont de sa diffusion télévisée (il a été parmi les derniers à faire cette transition).
Dans la série, le personnage de Tom Hughes est né en 1961, mais a connu un vieillissement accéléré pour faciliter l'intrigue. En effet, en 1970 il était déjà allé à l'université et avait combattu pendant la guerre du Viêt Nam. Les interprètes ultérieurs ont provoqués un phénomène inverse, piégeant le personnage dans la trentaine pendant vingt ans, Tom atteignant la quarantaine dans les années 1990. D'autre part, le personnage de Dan Stewart, né en 1958, est réapparu huit ans plus tard en tant que médecin de 26 ans en 1966. As the World Turns est donc un des premiers exemple de SORAS, le soap opera rapid aging syndrome.
Le 2 avril 2006, le soap a fêté son 50e anniversaire sur CBS. Le 10 000e épisode a été diffusé le 12 mai 1995, et le 13 000e épisode a été diffusé le 23 avril 2007. As the World Turns, depuis le début de sa diffusion, a toujours été tourné à New York dont 43 ans à Manhattan et huit à Brooklyn.
Il est l'un des rares « grands » soap operas américains à n'avoir jamais connu de diffusion en France, même brève.
Il a été précurseur en matière de représentation de l'homosexualité dans les feuilletons quotidiens de journée aux États-Unis : premier personnage masculin gay en 1988, premier adolescent gay en 2005 (Luke Snyder), premier baiser gay (été 2007). Les acteurs Van Hansis et Jake Silbermann, avec leurs personnages de Luke et Noah, sont devenus en quelques mois le premier « super couple » gay dans l'histoire des soap operas américains. Et ce, malgré la contestation des fans qui remarquent que les deux personnages sont restés très longtemps sans s'embrasser sur la bouche et n'ont eu de rapports sexuels que le 12 janvier 2009, soit un an et demi après le début de leur relation en août 2007.
Fait unique, alors que le feuilleton n'est diffusé en Europe qu'aux Pays-Bas, une convention Luke et Noah a été organisée à Paris en octobre 2009, en présence des acteurs Van Hansis et Jake Silbermann qui ont pu rencontrer leurs fans européens, la plupart ayant suivi leurs aventures sur Internet. Une deuxième convention s'est tenue le 10 juillet 2010, toujours à Paris.